# Expiació amb sang
L'expiació amb sang és una doctrina controvertida a la història del mormonisme, en virtut de la qual l'expiació de Jesús no redimeix un pecat etern. Per expiar un pecat etern, el pecador hauria de ser assassinat d'una manera que permeti vessar la seva sang a terra com a ofrena de sacrifici, de manera que no esdevingui un fill de perdició.